# Papovaviricetes
Papovaviricetes es una clase de virus pequeños (aprox. 50 nm) de ADN bicatenario infectivos para una gran variedad de animales, incluyendo los humanos. Su nombre implica las patología que causa: papilomavirus + poliomavirus + agente vacuolante. Tienen una amplia distribución mundial. Anteriormente se clasificaban en la familia Papovaviridae la cual fue elevada a rango de clase actualmente.

## Características
Se caracterizan por poseer un genoma con ADN de cadena doble circular como ácido nucleico de unos 8000 pares de bases; albergar dicha información genética en una cápside de 72 capsómetros y carente de envoltura viral y estructuralmente definida por una simetría icosaédrica, de un tamaño de 45 a 55 nm; y por ensamblar los viriones maduros en el núcleo como compartimento celular.

## Patología
Son conocidos por su capacidad de evadir el sistema inmune, en particular por acceso a tejidos privilegiados donde la inmunidad no es muy fuerte. Ese trofismo evolutivo les ha dado la habilidad de permanecer viables en el hospedador de por vida, en la mayoría de los casos. Los Papovaviricetes son virus altamente cancerígenos, causando lesiones hiperplásicas y proliferativas, tanto malignas como benignas, en variados tejidos.

## Clasificación
A pesar de que todos los virus de esta clase son estructuralmente similares, se replican de forma diferente y tienen actividades patógenas muy distintas; por ello, actualmente se divide a estos virus en dos familias diferentes. Estas familias son:
- Papillomaviridae, donde se ubica el género Papillomavirus, agente causal de papilomas humano e implicado en la aparición del cáncer de cérvix uterino.
- Polyomaviridae, agentes de variados (poli) tumores (oma). Sus géneros más representativos son el virus JC y el virus BK.